# Distrikt Chavín de Pariarca
Der Distrikt Chavín de Pariarca liegt in der Provinz Huamalíes in der Region Huánuco in Westzentral-Peru. Der Distrikt erstreckt sich über eine Fläche von 91,3 km². Im Distrikt wurden beim Zensus 2017 3977 Einwohner gezählt. Im Jahr 1993 lag die Einwohnerzahl bei 5084, im Jahr 2007 bei 4295. Sitz der Distriktverwaltung ist die 3362 m hoch gelegene Ortschaft Chavín de Pariarca mit 1022 Einwohnern (Stand 2017). Chavín de Pariarca befindet sich 15 km nordnordöstlich der Provinzhauptstadt Llata.

## Geographische Lage
Der Distrikt Chavín de Pariarca liegt an der Westflanke der peruanischen Zentralkordillere zentral in der Provinz Huamalíes. Entlang der westlichen Distriktgrenze strömt der Río Marañón nach Norden.
Der Distrikt Chavín de Pariarca grenzt im Westen an die Distrikte Miraflores, Punchao und Singa, im Nordwesten an den Distrikt Rapayán (Provinz Huari), im Nordosten an den Distrikt Tantamayo sowie im Südosten und im Süden an den Distrikt Jacas Grande.

## Ortschaften
Im Distrikt gibt es neben dem Hauptort folgende größere Ortschaften:
- Huamanripa
- Queropata
- Quipran (657 Einwohner)
- San Antonio
- San Juan de Pampas (213 Einwohner)
- San Martin